# Charlotte Landé

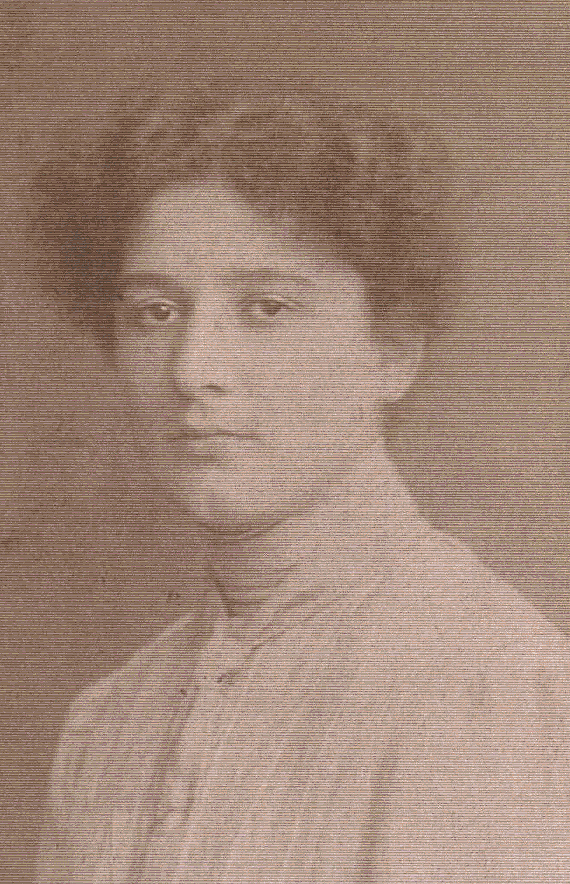
Die frisch approbierte Charlotte Landé, Foto um 1915

Charlotte Landé (* 25. Mai 1890 in Elberfeld; † 19. September 1977 in Oberursel; auch: Lotte Landé, Charlotte Czempin, Lotte Czempin, Lottie Champain und Lotte Champain) war eine deutsche Kinderärztin, Stadtärztin (1928 bis 1933) und Schulärztin von Frankfurt am Main sowie (sozial-)medizinische Autorin. Sie gehörte zur ersten Generation von Frauen, die in Deutschland ihr medizinisches Staatsexamen ablegten. Sie wurde von den Nationalsozialisten aus ihrem Amt entfernt.

## Familie

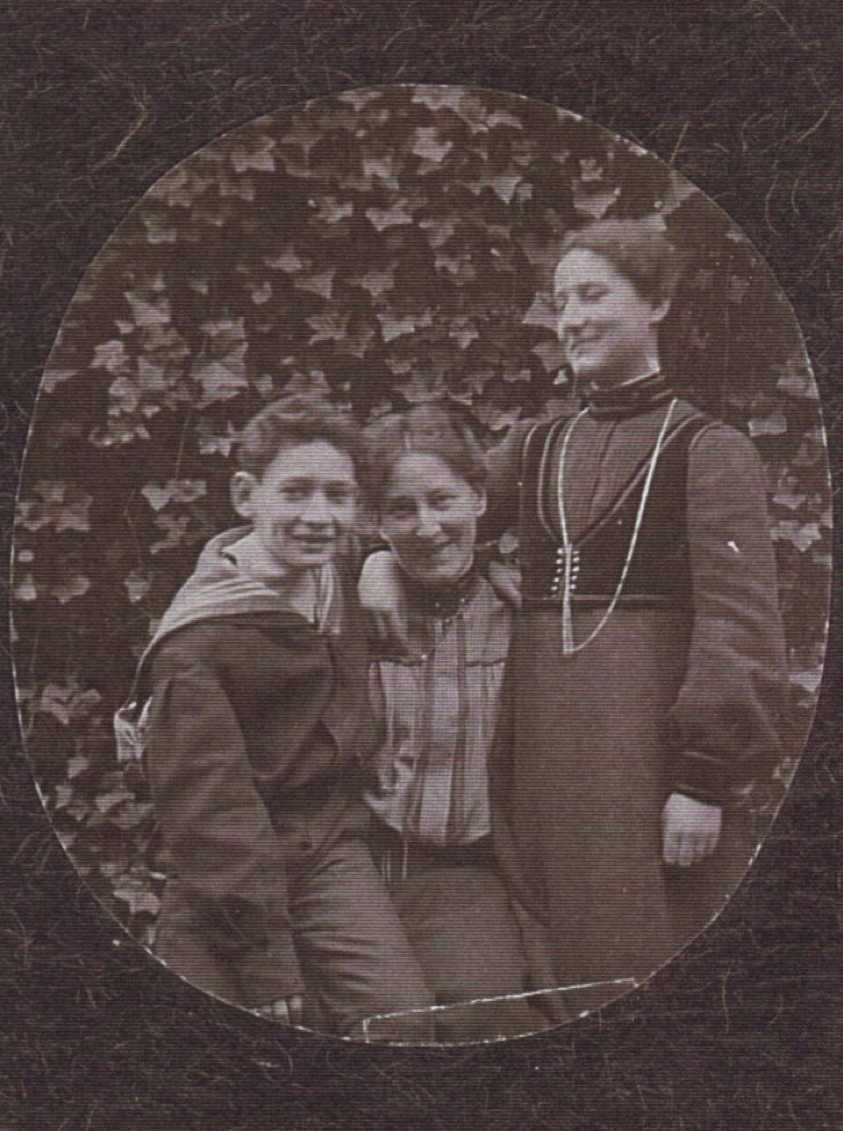
Von links: der jüngere Bruder Franz, die Mutter Thekla und Charlotte im Garten des Familienanwesens in Elberfeld, um 1905

Charlotte Landé wurde im deutschen Kaiserreich als zweites von vier Kindern in eine liberale, aufgeschlossene, bürgerliche und vom damaligen Verständnis des Sozialismus geprägte Familie jüdischer Herkunft hineingeboren, die jedoch keine religiösen Bindungen pflegte.
Ihr Vater Hugo (1859–1936) war ein angesehener Rechtsanwalt und aktiver Sozialdemokrat, dessen politische Aktivität bei Friedrich Engels und Karl Kautsky Beachtung fand. Im Jahre 1909 zog er als einer der ersten Sozialdemokraten in das Elberfelder Stadtparlament ein. Im Sommer 1919 war er Fraktionsführer der SPD im Elberfelder Stadtrat und Regierungspräsident in Düsseldorf. Charlottes Mutter Thekla (1864–1932) war ebenso Mitglied der Sozialdemokratischen Partei und wurde wie ihr Ehemann im Jahre 1919 Stadtverordnete. Sie war die erste weibliche Abgeordnete im Rheinland und fokussierte auf das Wohlfahrtswesen sowie die Bildung von Mädchen und Frauen.
Charlottes ältester Bruder Alfred (1888–1976) studierte Theoretische Physik, der jüngere Bruder Franz (1893–1942) zunächst Jura und Nationalökonomie. In Berlin besuchte Franz zusätzlich musiktheoretische Kurse bei Wilhelm Klatte am Stern’schen Konservatorium und entschied sich schließlich beruflich für die Musik. Die jüngere Schwester Eva (1901–1977) machte ihr Abitur ebenfalls als Externe an der Odenwaldschule und wurde Lehrerin, zunächst an der reformpädagogischen Neuen Schule Hellerau in Dresden-Hellerau, später an einer Volksschule in Chemnitz. Seit 1933 lebte sie mit ihrer Familie im Exil.

## Schulzeit
Charlotte, in der Familie Lotte genannt, besuchte neun Jahre die Höhere Töchterschule (auch: Sarresschule) in der Weststadt von Elberfeld. Danach absolvierte sie im Verlauf von vier Jahren einen nachmittags stattfindenden dreistündigen Realgymnasialkurs, den ihre Mutter für zehn Mädchen im Alter zwischen 15 und 25 ins Leben gerufen hatte, eine damals nicht unübliche Initiative, da Mädchen noch keinen Zugang zu den Gymnasien hatten. Den Unterricht hielten entsprechend aufgeschlossene Lehrer des Städtischen Gymnasiums Elberfeld, für die Naturwissenschaften wurden die Laboratorien des Realgymnasiums zur Verfügung gestellt. Ostern 1909 erhielt Charlotte Landé als Externe das Zeugnis der Reife am Realgymnasium in Remscheid.

## Studium

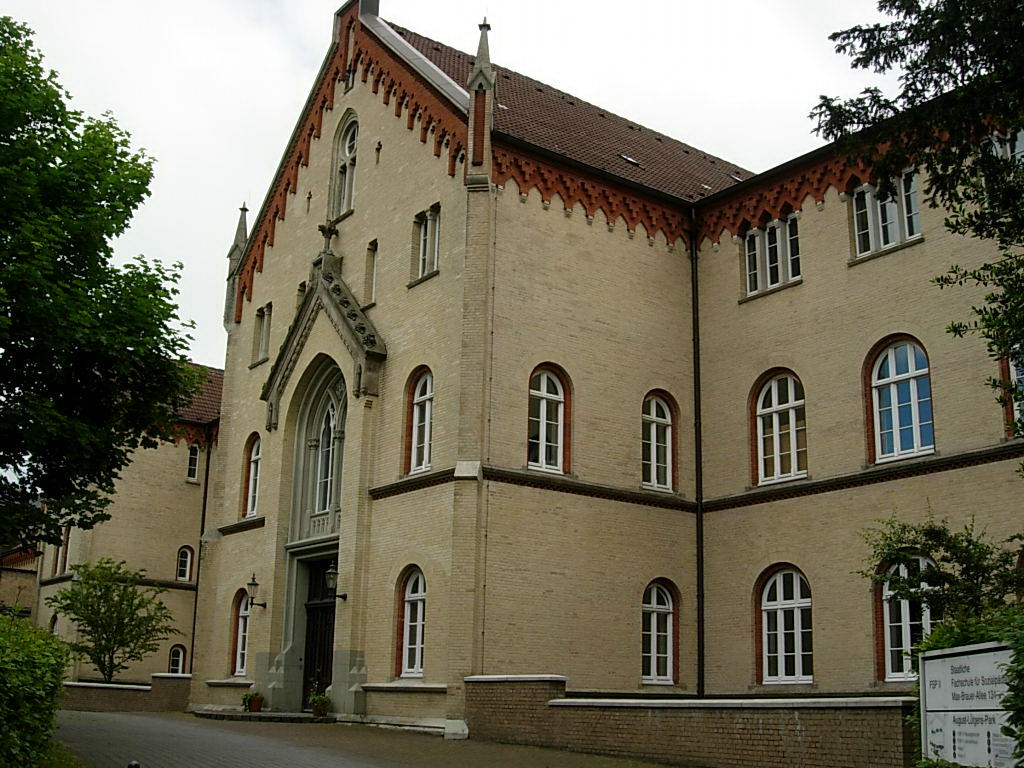
Allgemeines Krankenhaus Altona, an dem Charlotte Landé in den Sommersemesterferien 1912 ein klinisches Praktikum absolvierte

Im Sommersemester 1909 nahm sie ihr Studium der Humanmedizin an der Ludwig-Maximilians-Universität München auf. Schon im Sommersemester 1910 wechselte Charlotte an die Universität Heidelberg. Zum Wintersemester 1910/11 kehrte sie nach München zurück und teilte dort für die beiden folgenden Semester ihr Zimmer mit ihrem älteren Bruder Alfred. Im Sommer 1911 legte sie nach fünf vorklinischen Semestern ihr Physikum ab und ging zum ersten klinischen Semester an die Friedrich-Wilhelms-Universität Berlin. Während des Perkussions- und Auskultationskurses machte sie durch ihr von der Musik geschultes Gehör und ihre außerordentliche Fähigkeit, Gehörtes beschreiben zu können, auf sich aufmerksam. Der Kliniker Gustav von Bergmann (1878–1955) nahm sie in den Sommersemesterferien 1912 mit an das Allgemeine Krankenhaus Altona, wo sie ein Praktikum absolvieren konnte. Im Sommersemester 1913 begann Charlotte Landé ihre Dissertation und war als Famula an der Romberg'schen Klinik in München tätig. Am 19. Mai 1914 bestand Landé ihr Staatsexamen mit dem Prädikat „Sehr gut“. Etwa zur gleichen Zeit reichte sie ihre Dissertation über „Die Palpabilität der Arterien“ ein, die noch im selben Jahr im Deutschen Archiv für Klinische Medizin veröffentlicht wurde. Der Approbationsordnung folgend, absolvierte Landé im Anschluss ihr Praktisches Jahr als Medizinalpraktikantin, das sie ab Mitte 1914 in der Romberg'schen Klinik ableisten konnte, wo sie bereits als Famula tätig gewesen war.
Diese Situation änderte sich jedoch mit dem Ausbruch des Ersten Weltkrieges vollständig. Der Bedarf der Reichswehr an medizinischem Personal wurde vorrangig, so dass zahlreiche Mediziner der Reserve einberufen wurden. Das Praktische Jahr wurde gestrichen, per Bundesratsbeschluss vom 6. August 1914 zur „Notapprobation“ verkürzte sich die Zeit zum Ablegen des Staatsexamens auf zwei Tage. Für Landé hatte dies zur Folge, dass sie nach nur zweimonatigem Medizinalpraktikum am 1. August 1914 approbiert wurde.

## Berufliche und private Entwicklung

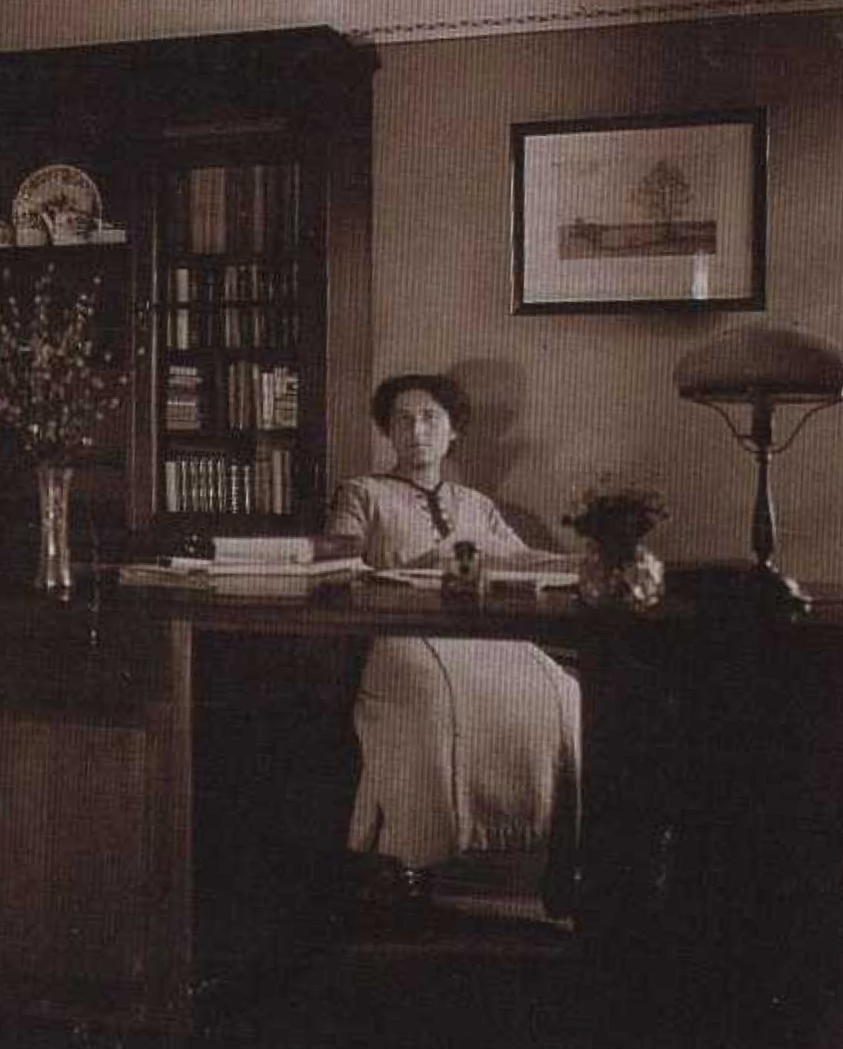
Foto vom 25. Mai 1918, zur Zeit des Ersten Weltkrieges anlässlich ihres 28. Geburtstages während ihrer Arbeit als Ärztin im Kaiserin-Auguste-Victoria-Haus zu Berlin entstanden

### München
Der Krieg bewirkte an den Kliniken einen erheblichen Personalmangel. Die vierundzwanzigjährige Landé musste als Assistenzärztin zusammen mit einer Kollegin, einem nicht militärdienstfähigen Assistenzarzt, einem Oberarzt und dem Chefarzt Ernst von Romberg (1865–1933) bis Weihnachten 1914 den Betrieb der Universitätsklinik München aufrechterhalten. Während dieses Zeitabschnitts überlegte sich Charlotte Landé, in welchem Fachgebiet sie sich weiterbilden sollte. Sie entschied sich für eines ihrer Lieblingsfächer während des Studiums, die Kinderheilkunde.

### Göttingen
Ende 1914 wechselte Landé von München an die Universitätskinderklinik Göttingen. Die dort ab 1. Januar 1915 aufgrund des Mangels männlicher Kollegen freie Stelle als Assistenzärztin erhielt sie auf Vermittlung ihres älteren Bruders Alfred, der zu dieser Zeit bei dem Göttinger Mathematiker David Hilbert als Universitätsassistent beschäftigt war. Trotz ihrer starken Beanspruchung nutzte sie ihre Zeit in Göttingen, um wissenschaftlich zu arbeiten.

### Berlin (1)

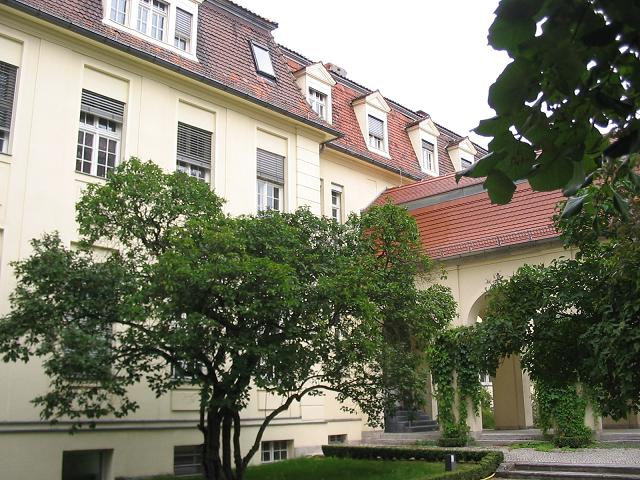
Im Kaiserin-Auguste-Victoria-Haus in Berlin-Charlottenburg entstand eine Vielzahl wissenschaftlicher Arbeiten von Charlotte Landé

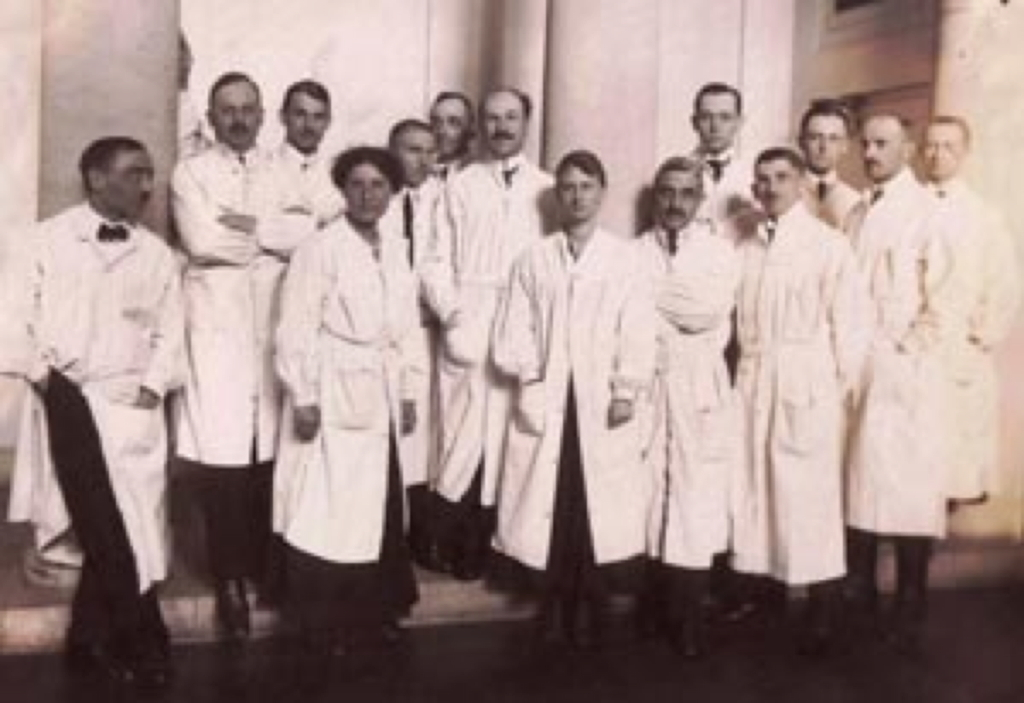
Charlotte Landé (vierte von links) im Kreis ihrer Ärztekollegen am Kaiserin-Auguste-Viktoria-Haus zu Berlin, 1917 bis 1920

Auf Empfehlung des Göttinger Chefarztes Friedrich Göppert (1870–1927) trat Landé am 1. April 1917 bei Leopold Langstein (1876–1933) ihren Dienst als Assistenzärztin im Kaiserin-Auguste-Victoria-Haus zu Berlin an, ein Foto von ihr im Kreis ihrer Kollegen findet sich über die Einzelnachweise. Das 1909 eröffnete KAVH übernahm im Kampf gegen die hohe Säuglingssterblichkeit im Deutschen Reich eine Vorreiter- und Vorbildfunktion. Während ihrer Zeit im KAVH konnte Landé auf dem Gelände eine Dienstwohnung beziehen. Langstein förderte die wissenschaftliche Arbeit seiner Assistenten, indem er ihnen für mehrere Stunden täglich Sekretärinnen zur Verfügung stellte. Die Anzahl der wissenschaftlichen und populärwissenschaftlichen Publikationen von Charlotte Landé während ihrer Zeit am KAVH war mit 21 Arbeiten entsprechend hoch. Am 31. März 1920 beendete Landé ihre Arbeit am KAVH.

### Breslau

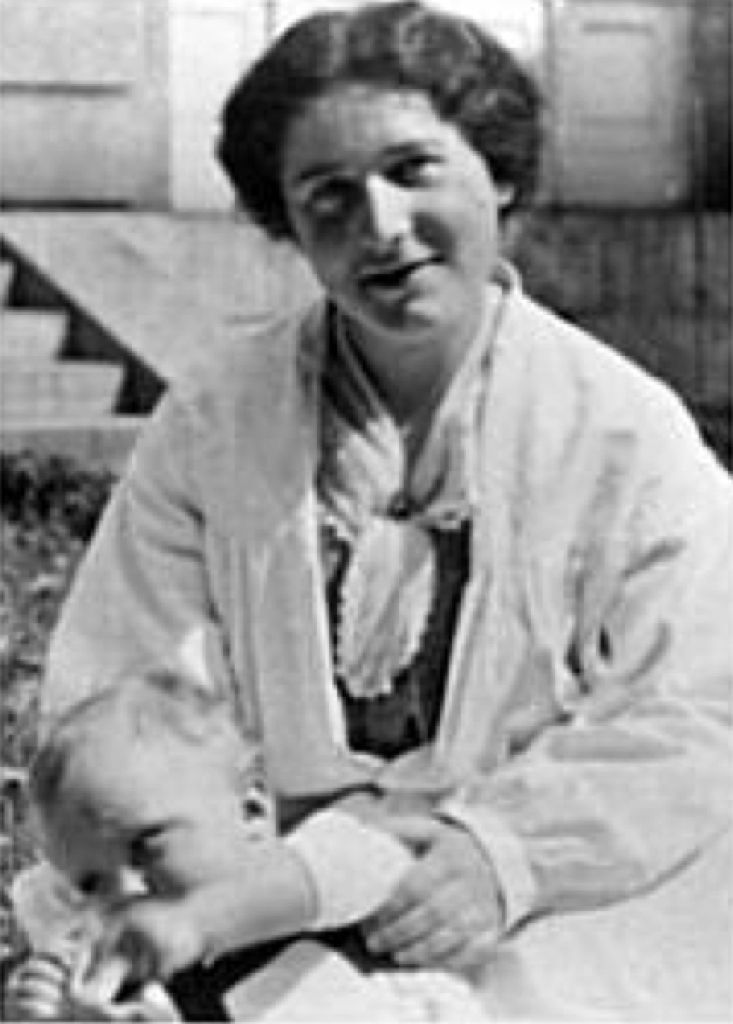
Charlotte Landé, Foto vermutl. Anfang der 1920er Jahre in Breslau

Mit einer äußerst lobenden Empfehlung von Langstein wechselte Landé per 1. Juni 1920 auf eine Stelle als Sekundararzt unter Walther Freund (1874–1952) an das Städtische Säuglingsheim und Kinderobdach nach Breslau. Dort wurde sie auch Ärztin beim Fürsorgeamt.
Aufgrund ihrer überwiegend in Berlin ausgeführten Arbeit für das in diesem Jahr erschienene Preußische Hebammenlehrbuch im Auftrag des Preußischen Ministers für Volksgesundheit, Adam Stegerwald, wurde ihr vom Kultusminister der Professorentitel angetragen, den sie jedoch mit dem Hinweis ablehnte, dies sei keine wissenschaftliche Arbeit gewesen; man werde sie dann mit Recht Hebammenprofessor nennen. Zudem sei der Professorentitel eine Alterserscheinung, ein Status, den sie noch nicht erreicht habe. Titularprofessuren erhielten damals nur Personen, die nicht für eine Hochschullaufbahn in Betracht kamen. Landé wollte sich diese Option jedoch offenhalten, damit ihre wissenschaftlichen Leistungen ernst genommen werden.
Im selben Jahr trat Landé auf Anraten von Bekannten in die SPD ein, ein zustimmendes Votum für die Weimarer Republik. Allerdings verließ sie die Partei bereits 1921. Zum 30. September 1922 gab sie die Stelle in Breslau auf und kehrte nach Berlin zurück, um dort Erfahrungen mit älteren Kindern zu sammeln.

### Berlin (2)

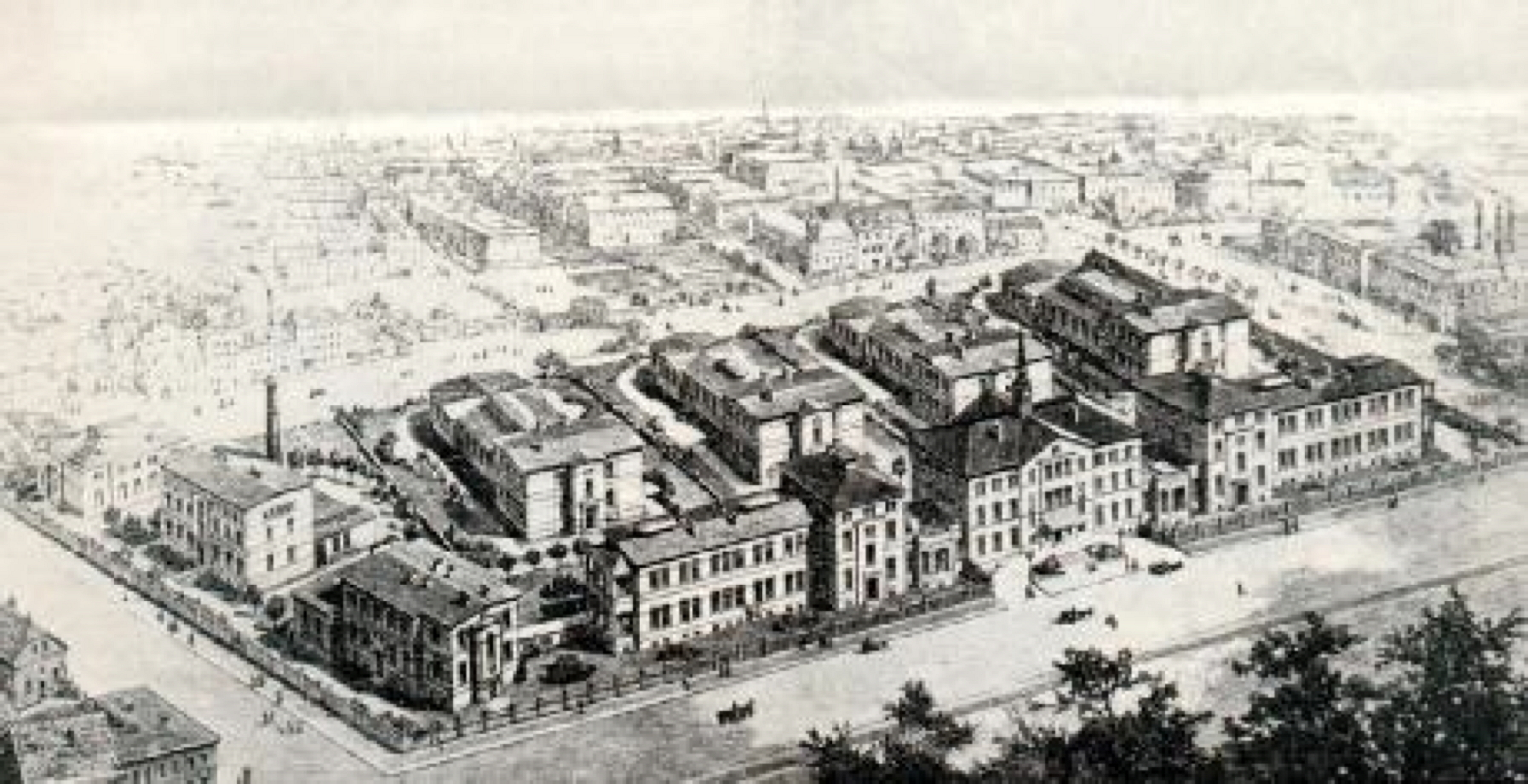
Das Kaiser- und Kaiserin-Friedrich-Kinderkrankenhaus in Berlin-Wedding, um 1890, in dem Charlotte Landé ab 1922 tätig war

Am 1. Oktober 1922 trat sie ihre neue Stelle als Erste Assistenzärztin am Kaiser- und Kaiserin-Friedrich-Kinderkrankenhaus (KKFK) unter Heinrich Finkelstein (1865–1942) an. Die Kinderklinik war 1890 eröffnet worden und galt als eines der modernsten Kinderkrankenhäuser im Deutschen Reich. Nach insgesamt zwölf Jahren fachlicher Ausbildung als Kinderärztin und wissenschaftlicher Arbeit an verschiedenen Universitätskliniken sowie 25 Veröffentlichungen in Fachzeitschriften beendete Charlotte Landé Anfang 1926 ihre Tätigkeit in Berlin. Trotz ausgezeichneter Beurteilungen und einer bemerkenswerten wissenschaftlichen Arbeit war sie wegen der Benachteiligung von Frauen nicht über die Position einer Assistenzärztin hinausgekommen. Sie suchte nach einer Position, die ihr mehr Selbständigkeit versprach.

### Frankfurt am Main (1)
Per 1. Oktober 1926 erhielt Landé die Stelle einer Stadtassistenzärztin beim Stadtgesundheitsamt Frankfurts. Bereits zwei Jahre später, per 1. April 1928, wurde sie zur Stadtärztin ernannt – eine Stellung mit hohem gesellschaftlichen Renommée.
Vom 10. bis zum 13. April 1929 besuchte sie als Mitglied einer Delegation des Bundes Deutscher Ärztinnen (BDÄ) den Kongress des Internationalen Ärztinnen-Bundes (Medical Women’s International Association) in der französischen Hauptstadt Paris und berichtete darüber in der BDÄ-Zeitschrift „Die Ärztin“. Im Mai 1930 nahm Landé in einer Gruppe für fünfzehn Tage an einer ärztlichen Studienreise durch die Sowjetunion teil, nach Moskau, Leningrad, anschließend nach Lettland und Litauen. Besichtigt wurden u. a. das berühmte Pawlow-Institut, Entbindungsanstalten, Abortkliniken, Kinderkrippen und -horte, ein Nachtsanatorium für Tuberkulosekranke, Arbeiterclubs, ein modernes Kollektiv-Wohnhaus und Gefängnisse. Ebenfalls 1930 setzte sich Landé auf der Reichstagung des Vereins Sozialistischer Ärzte (VSÄ) in Chemnitz für ein Verbot der Kinderarbeit, für eine adäquate Bezahlung berufstätiger Frauen, ein staatliches Kindergeld, eine Schwangeren- und Mutterfürsorge sowie Reihenuntersuchungen im Kindes- und Jugendalter ein. Am 6. und 7. Dezember desselben Jahres forderte Landé während der Naumburger Tagung des BDÄ im Blick auf die oft unter miserablen Bedingungen durchgeführten Schwangerschaftsabbrüche eine Erweiterung der in § 218 des Strafgesetzbuches bis dato enthaltenen Indikationen.
Im Jahr 1931 lernte die 41-jährige Charlotte Landé über gemeinsame Bekannte den 24-jährigen Frankfurter Herbert Czempin (* 31. März 1907; † 14. März 1992) kennen; beide freundeten sich an. Er war gelernter Dekorateur (z. B. in Frankfurts Kaufhaus Wronker und dessen Dépendance in Aschaffenburg sowie in Pforzheim und Berlin) und hatte am Hoch'schen Konservatorium eine Gesangsausbildung als Tenor bei Rolf Ligniez absolviert. Grundlage der Freundschaft war zunächst die gemeinsame Leidenschaft für die klassische Musik. In ihrer Wohnung veranstaltete Landé in der Folge beispielsweise ein Wohltätigkeitskonzert zugunsten des „armen Künstlers“. Trotz zahlreicher Lockerungen der gesellschaftlichen Konventionen während der Zeit der Weimarer Republik gegenüber der Kaiserzeit bedeutete eine derart gravierende Altersdiskrepanz eines Paares immer noch einen gesellschaftlichen Affront, ganz besonders, weil in diesem Fall die Frau die Ältere war. Für eine vom sozialen Umfeld geachtete Beziehung ergaben sich somit denkbar ungünstige Voraussetzungen.
Am 2. November 1931 wurde die Stadtärztin Landé durch Beschluss des Magistrates in den Beamtenstatus erhoben und auf Lebenszeit angestellt.
Ein am 5. Januar 1932 von Charlotte Landé im Rahmen der Ausstellung „Frauen in Not“ gehaltenes öffentliches Referat zum Thema „Probleme der unverheirateten Frau“ wurde von der regionalen Presse aufgegriffen und kontrovers diskutiert. Die Nationalsozialisten griffen sie in diesem Zusammenhang scharf an, das von Landé beschriebene lebensnahe Frauenbild entsprach nicht der von den Nazis vorgesehenen Rolle der „deutschen Frau“. Eine offizielle Untersuchung seitens der Stadt wurde durchgeführt.
Landé setzte sich in diesem Referat für eine Verbesserung der gesellschaftlichen Bedingungen von unverheirateten Frauen und unehelichen Kindern, eine Wahrnehmung von Sexualkontakten und Selbstbefriedigung durch unverheiratete Frauen bei entsprechend starken sexuellen Bedürfnissen unter Beachtung damit verbundener Risiken sowie eine Änderung des Paragraphen 218 ein und bemerkte abschließend, diese selbstverständlichen menschlichen Forderungen würden derzeit nur im sozialistischen Russland mit großer Energie und in raschem Tempo umgesetzt.
Am 12. Januar 1932 forderte der von den Nationalsozialisten unterstützte Stadtverordnete Lange in einem Dringlichkeitsantrag, „Frau Dr. Landé sofort von ihrem Amt als Schulärztin zu entbinden“, da ihre Ausführungen „das sittliche Empfinden auf das Schwerste verletzen und … für die zahlreiche jugendliche Hörerschaft eine sittliche Gefährdung darstellen“.
Eine ausführliche Prüfung des Sachverhalts, die eine Zeugenanhörung einschloss, ergab keine Stichhaltigkeit der erhobenen Vorwürfe gegen Landé, zumal die Presseberichterstattung teilweise tendenziös und verfälschend war. Der Ältestenausschuss des Frankfurter Magistrats und schließlich auch die Stadtverordnetenversammlung kamen zu dem mehrheitlichen Beschluss, „dass Stadtärzte, die im Dienste der gesamten Bürgerschaft stehen, sich in öffentlichen Vorträgen die Zurückhaltung auferlegen müssen, die nötig ist, damit die Empfindung Andersdenkender nicht verletzt wird“.
Im gleichen Jahr verstarb ihre Mutter Thekla.
Nach der Machterschleichung der Nationalsozialisten trat schon am 7. April 1933 das Gesetz zur Wiederherstellung des Berufsbeamtentums in Kraft. Auf dessen Grundlage konnten unerwünschte Personen aus politischen oder „rassischen“ Gründen aus dem öffentlichen Dienst entfernt werden. Der Paragraph 3 dieses Gesetzes regelte die Versetzung in den Ruhestand aufgrund „nicht-arischer Abstammung“. Gemäß Paragraph 4 konnten „Beamte, die nach ihrer bisherigen politischen Betätigung nicht die Gewähr dafür bieten, dass sie jederzeit rückhaltlos für den nationalen Staat eintreten“, aus dem Dienst entlassen werden.
Landé war eine der Ersten, die von der nazistischen Entlassungswelle betroffen waren. Bereits am 31. März 1933 erhielt sie ein Schreiben des zunächst kommissarisch eingesetzten Oberbürgermeisters Friedrich Krebs (1894–1961), in dem es hieß: „Sie werden hiermit mit sofortiger Wirkung bis auf weiteres beurlaubt mit der Maßgabe, dass Sie sich allen weiteren Amtshandlungen zu enthalten haben“.
Am 2. Mai musste Herbert Czempins Vater Max, ein jüdischer Gewerkschafter vom Verband graphischer Hilfsarbeiter, im Zuge der Verfolgung und Verhaftung von Gewerkschaftern durch die SA flüchten. Herbert Czempin wurde in diesem Zusammenhang von der SA mehrfach verhört und für den Fall mit Geiselhaft bedroht, dass sein Vater nicht gefunden werde. Er, seine Schwester und die Mutter wurden von der SA unter Hausarrest gestellt. Am 4. Mai wurde der Vater in einem Frankfurter Hotel entdeckt, die SA ließ später verlauten, er habe Selbstmord begangen. Die genauen bzw. wirklichen Todesumstände sind jedoch nach wie vor nicht geklärt, stattdessen wurden die Angaben der SA teilweise bis heute fortgeschrieben.
Erst im Juni 1933 erhielt Landé die Aufforderung, den „Fragebogen zur Durchführung des Gesetzes zur Wiederherstellung des Berufsbeamtentums vom 7. April 1933“ auszufüllen und zurückzureichen. Obwohl noch keine Entlassung erfolgt war, erhielt der Personaldezernent des Magistrats am 20. Juni 1933 einen Vermerk mit dem Wortlaut: „Abbau einer Stadtarztstelle – Die Stelle des Fräulein Dr. Landé soll in Zukunft nicht mehr besetzt werden. Fräulein Landé ist Nichtarierin. Sie war auf Lebenszeit angestellt. Die Entscheidung der zuständigen Stelle bleibt abzuwarten“.
Im Sommer 1933, zu einer für beide Partner völlig unkalkulierbar gewordenen Zeit, verlobten sich Herbert Czempin und Charlotte Landé.
Mit Schreiben vom 7. Juli 1933 unterbreitete der Oberbürgermeister dem Regierungspräsidenten den Vorschlag, die Stadtärztin Landé gemäß § 4 als politisch unzuverlässig zu entlassen, ersatzweise sei auch die Versetzung in den Ruhestand nach § 3, Abs. 1, aufgrund ihrer nicht arischen Abstammung möglich. Um Landés Entlassung zu rechtfertigen und ihre nationale Unzuverlässigkeit zu belegen, wurde zudem auf den bereits im Februar 1932 abgeschlossenen Vorgang um das von ihr gehaltene Referat verwiesen. Der Preußische Minister des Innern, Wilhelm Frick, entließ die Stadtärztin Lotte Landé am 8. August 1933. „Das Betreten der Dienstgebäude ihrer Anstellungskörperschaft und der Aufsichtsbehörde“ wurde ihr gleichzeitig verboten. Mit Schreiben vom 10. Oktober 1933 wurde ihr mitgeteilt, dass ihr kein Ruhegehalt gewährt und ab 1. Dezember 1933 die Zahlung aller Bezüge eingestellt werde.
Im August 1933 reiste Charlotte Landé mit dem Zug zu einem letzten Familientreffen nach Genf in die französische Schweiz, wohin sich ihr Vater und ihr jüngerer Bruder Franz im Mai vor den Nazis geflüchtet hatten, und berichtete dort von ihrer Verlobung. Auch die jüngere Schwester Eva fand sich dort ein, sie war in den vergangenen Monaten von Chemnitz aus mit ihrem Baby zufluchtsuchend zunächst bei ihrer Schwester in Frankfurt am Main untergeschlüpft, bevor sie mit ihrem Kind auch in die Schweiz emigrierte. Der älteste Bruder Alfred war bereits 1929 einem Ruf in die USA gefolgt. Die Familie war über ihre Beziehung und Verlobung mit einem um siebzehn Jahre jüngeren Mann schockiert. Der Vater bestand auf einer längeren Verlobungszeit, damit sich beide prüfen.
Nach der kompletten Zerstörung ihrer beruflichen Laufbahn sah sich Charlotte Landé gezwungen, eine kleine Privatpraxis zu eröffnen. Sie zog von der bisher genutzten Privatwohnung in der Feyerleinstraße 6 in Frankfurts Stadtteil Nordend nach Bornheim und eröffnete dort am Prüfling, in der Usinger Straße 7, ihre Praxis. Diese unterhielt sie von November 1933 bis Mai 1934 zu Bedingungen, die ihren Lebensunterhalt nicht zu gewährleisten vermochten. Seit dem 22. April 1933 hatten „nicht-arische“ Ärzte ihre Kassenzulassung verloren, so dass die Praxis auch angesichts der zunehmenden Stigmatisierung von Juden nicht wirtschaftlich zu betreiben war.
Am 29. März 1934 heiratete sie Herbert Wilhelm Joseph Czempin, dessen Beruf in der Heiratsurkunde des Standesamtes Frankfurt am Main mit jüdischer Kantor angegeben wird. Trauzeugen waren die Schwester des Ehemanns, Emmy Czempin, und Hilde Kampffmeyer, Witwe des Boden- und Sozialreformers Hans Kampffmeyer.

### Berlin (3)

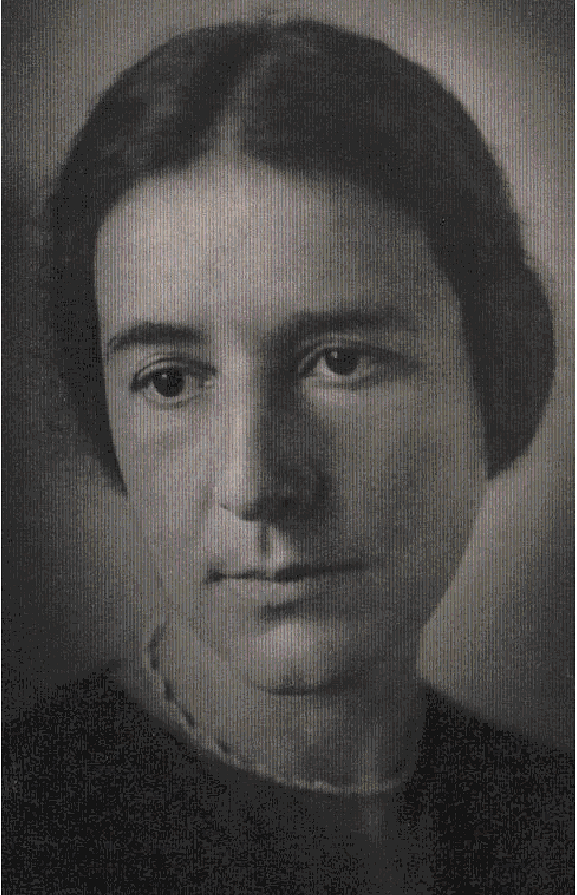
Charlotte Czempin, geb. Landé, Portraitfoto um 1934, entstanden in Frankfurt am Main oder Berlin, nach ihrer Entlassung als Frankfurter Stadtärztin durch die Nationalsozialisten, etwa zur Zeit ihrer Hochzeit

Nach der Auflösung ihrer Praxis zog Charlotte Czempin am 7. Juni 1934 nach Berlin. Dort hatte Herbert Czempin seit dem 1. November 1933 eine Anstellung als 1. Chortenor beim Kulturbund Deutscher Juden gefunden. Das Paar wohnte in Schöneberg, Luitpoldstraße 31.
Ab 15. Juni unterrichtete Charlotte Czempin am Jüdischen Kindergärtnerinnen- und Hortnerinnenseminar im Fach Gesundheitspflege, allerdings nur zwei Stunden pro Woche. Ab Herbst desselben Jahres eröffnete sie eine Privatpraxis. Ohne die für jüdische Ärzte nicht mehr erhältliche Kassenzulassung durften nur jüdische Patienten privat behandelt werden; gleichzeitig verließen jedoch viele der finanziell besser gestellten Juden das Land. Ein wirtschaftlicher Praxisbetrieb erwies sich erneut als undurchführbar, die privaten Ersparnisse mussten für den Lebensunterhalt sukzessive aufgebraucht werden.
Im Mai 1935, kurz vor ihrem 45. Geburtstag, erlitt Charlotte Czempin eine Fehlgeburt. Am 14. September 1936 nahm sich ihr Vater Hugo in der Schweiz das Leben, die politische Entwicklung im Deutschen Reich und sein Exil hatten den engagierten Sozialdemokraten zermürbt. Unmittelbar darauf, im Oktober 1936, reiste Charlotte Czempin für drei Monate in die Vereinigten Staaten, um ihre eigene Emigration vorzubereiten. Ihr bereits seit 1929 dort lebender älterer Bruder Alfred übernahm für seine Schwester zwar die nur von einem US-Bürger ausstellbare Immigrantenbürgschaft („affidavit of support“), weigerte sich jedoch, eine solche auch für ihren Ehemann Herbert zu zeichnen. Im letzten Quartal 1936 entschloss sich Charlotte Czempin dennoch zu ihrer eigenen Emigration, im Februar 1937 wanderte sie mit dem vom Deutschen Reich aus erlaubten Betrag von 10 Reichsmark in der Tasche – ohne ihren Ehemann – in die Vereinigten Staaten aus. Möglich wurde dies vermutlich durch ein limitiert ausgegebenes „non-quota visum“, das sich entweder auf die Anerkennung ihrer hochqualifizierten wissenschaftlichen Arbeit oder die ihres älteren Bruders bezog, der an der Ohio State University als ordentlicher Professor (full professor) lehrte und forschte.

### Chicago, Illinois
In den USA wurde die deutsche Approbationsurkunde nicht anerkannt, die allgemeine wirtschaftliche Situation im Land war als Folge der Großen Depression denkbar schlecht. Im März 1937 erhielt Charlotte Czempin in Chicago im US-Bundesstaat Illinois die Gelegenheit, als halbtägig beschäftigte Hilfskraft am Chicago Tuberculosis Institute zu arbeiten. Ab Mai desselben Jahres wechselte sie in eine befristete Tätigkeit als Krankenschwester im städtischen Gesundheitsamt.
Mit Hilfe ihres Einkommens gelang es ihr, Ehemann Herbert im Juni 1937 nachkommen zu lassen, wahrscheinlich erneut über die Nutzung eines auf Familienangehörige übertragbaren „non-quota visums“ für hochqualifizierte Wissenschaftler. Dieser konnte seinen Beruf als Sänger deutscher Lieder und Oratorien in den USA mangels Nachfrage und Eigenkapital nicht mehr ausüben, fehlende englische Sprachkenntnisse erlaubten nur unqualifizierte Arbeiten als Handlanger, Bauarbeiter, Fabrikarbeiter und Verkäufer. Im Sommer konnte das Ehepaar dann auch Herberts Schwester Emmy (* 1902) und Mutter Anna Maria (* 1877) in die USA kommen lassen; Emmy trug durch eigene Arbeit zum Familienunterhalt bei, die Mutter war bereits zu alt.
Der Familienname Czempin erwies sich sowohl von der Schreibweise als auch der Phonetik als zu sperrig für die englische Sprache, er wurde daher in Champain geändert. Ihr Vorname Charlotte bzw. Lotte wurde zu Lottie, sein zweiter Vorname Wilhelm zu William.
Da die deutsche Approbation nicht anerkannt wurde, musste Lottie Champain die „state board examination“ des Staates Illinois absolvieren, um 1938 die „licence“ zu erhalten, wieder als Ärztin arbeiten zu dürfen. Dabei stellten sowohl die englische Sprache als auch ihr inzwischen erreichtes Lebensalter von 47 Jahren eine besondere Herausforderung und Zusatzbelastung neben der täglichen Arbeit dar. Allerdings war sie als ehemalige Schülerin einer deutschen Höheren Töchterschule insofern begünstigt, dass sie bereits Englisch-Kenntnisse hatte – ganz im Gegensatz zu deutschen Jungen dieser Zeit, die meist altsprachlich unterrichtet wurden.
Die „licence“ allein genügte jedoch nicht, um als Ärztin in den USA arbeiten zu dürfen. Der Erwerb der US-amerikanischen Staatsbürgerschaft war eine weitere Voraussetzung. 1938 erhielt das Paar die Aufenthaltserlaubnis („permanent resident licence“). Im April 1939 verlor Lottie Champain ihre befristete und nicht im Etat des Amtes vorgesehene Anstellung im Gesundheitsamt, als gegen den Amtsleiter ein Korruptionsverfahren eröffnet wurde. Im September 1939 gab sie die Hoffnung auf die ihr zugesagte baldige Wiedereinstellung auf, lieh sich die erforderlichen Geldmittel und eröffnete eine Privatpraxis. Zum dritten Mal erwies sich dieses Projekt als unwirtschaftlich, 1940 musste sie daher erneut zu sehr ungünstigen Konditionen einen Kredit aufnehmen.

### Dixon, Illinois
Nach 1914 zum zweiten Mal profitierte Lottie Champain von einem erheblichen Mangel an medizinischem Personal, den nun der Einzug vieler Ärzte zu den US-Streitkräften verursachte. Im April 1941 wurde sie vom Dixon State Hospital in Dixon, Lee County (Illinois), als Kinderärztin angestellt, obwohl sie bis zu diesem Zeitpunkt noch nicht die US-Staatsbürgerschaft erworben hatte. Fünfzehn Jahre nach ihrem selbst gewählten Abschluss ihrer Laufbahn als Klinikärztin im Jahr 1926 arbeitete Lottie Champain nun erneut als Ärztin auf einer Kinderstation. Ihr Anfangsgehalt war allerdings gegenüber dem als Krankenschwester in Chicago kaum höher. Am 27. Mai 1943 erhielt sie die US-Staatsbürgerschaft und wurde daraufhin fest angestellt. Danach stieg ihr Verdienst signifikant an, so dass eine Rückzahlung der aufgenommenen Kredite möglich wurde. Ehemann Herbert erhielt die US-Staatsbürgerschaft im folgenden Jahr. Es erging ihr jedoch wie vielen älteren Emigranten, es war ihr nicht möglich, an ihren früheren gesellschaftlichen und beruflichen Status im Heimatland anzuknüpfen. Sie blieb in den USA als „junior physician“ unterhalb ihrer eigentlichen Qualifikation und hatte erst elf Jahre nach der Einwanderung ein einziges Mal Gelegenheit, ihre früher umfangreiche wissenschaftliche Arbeit wieder aufleben zu lassen. 1948 veröffentlichte sie einen Artikel in einer pädiatrischen US-Fachzeitschrift. Am 31. März 1950, im Alter von 60 Jahren, ging Lottie Champaign in Pension. Die reale Kaufkraft des US-Dollars hatte im Zeitraum zwischen 1941 und 1950 durch den Kriegseintritt des Landes und die Folgekosten um ein Drittel bis zur Hälfte nachgelassen, der Lebensstandard sank in vergleichbarer Größenordnung.

### Estes Park, Colorado
Das Ehepaar zog vom US-Bundesstaat Illinois nach Colorado, an die Ausläufer der Rocky Mountains nach Estes Park, und erwarb dort ein Grundstück in der Longs Peak Road, auf dem sie ein bescheidenes Haus errichten ließen. Ab dem Jahr 1951 betreuten beide ein Pflegekind, Elizabeth Watson. Herberts Mutter Anna Maria verstarb 1952.
Am 19. September 1952 stellte das Paar über ihren US-amerikanischen Anwalt Henry Osmond in Deutschland den Antrag auf Wiedergutmachung des durch die Nationalsozialisten erlittenen Unrechts. Der Wiedergutmachungsbescheid für Charlotte erging durch den Magistrat der Stadt Frankfurt am Main am 21. April 1953, ein weiterer am 16. April 1958 durch das Landesentschädigungsamt Berlin. Der Antrag ihres Ehemanns Herbert hingegen wurde mit der Begründung abgelehnt, er habe keine Verfolgung durch die Nazis nachweisen können, da er seine Stelle beim Kulturbund Deutscher Juden vor der Auswanderung aus eigenem Antrieb gekündigt habe. Seine persönliche Bedrohung durch die SA ab 1933, der auf die Verfolgung zurückzuführende Tod seines Vaters und die Aussicht auf das allen Deutschen jüdischer Herkunft drohende Schicksal der physischen Vernichtung blieb im Wiedergutmachungsverfahren vollkommen unberücksichtigt.
Im Jahr 1959 erfolgte auf Initiative des Ehemanns der Verkauf des Grundstücks und Hauses in Estes Park, und die gemeinsame Rückkehr nach Deutschland.

### Frankfurt am Main (2)
Dafür ausschlaggebend dürfte das Lebensalter des deutlich jüngeren Ehemanns gewesen sein. Dieser erhoffte sich mit 52 Jahren auf der Basis seiner ursprünglich musikalisch-künstlerischen Ambitionen – die aufgrund seines Repertoires und seiner Sprachkenntnisse jedoch nicht in den USA, sondern nur im deutschsprachigen Raum vorstellbar waren – noch eine gewisse Chance auf ein Auskommen im Wirtschaftswunderland (West-)Deutschland.
Wieder zurück in der Heimat, revidierten beide ihre in den USA geänderten Vornamen Lottie bzw. William (zweiter Vorname von Herbert). Diese wurden wieder zu Lotte und Wilhelm eingedeutscht. Zunächst wurde das Ehepaar mit ihrer Pflegetochter von dem mit Lotte befreundeten Augenarzt Kalb in Frankfurt am Main aufgenommen. Dessen Tochter studierte an Frankfurts Hoch’schem Konservatorium Musik, eine renommierte Einrichtung, an der Lottes Ehemann ab 1959 als Gesangsausbilder tätig wurde, beispielsweise von Ruth Engert-Ely.

### Königstein im Taunus
Damit finanzierte er den weiteren Lebensunterhalt maßgeblich mit, so dass er sich mit Lotte und Pflegetochter ab 1962 in Königstein im Taunus im Hainerbergweg 5 niederlassen konnte, in Frankfurts direkter Nähe. Während ihrer Zeit in Königstein betreute das Paar vier „nervöse“ (verhaltensauffällige) Kinder, für die pensionierte Lotte ein Anknüpfen an ihr früheres Engagement. Das Angebot eines Lehrauftrags an der Frankfurter Hochschule für Musik und Darstellende Kunst durch Philipp Mohler schlug Lottes Ehemann aus. In den Folgejahren ergaben sich private Urlaubsreisen, die unter anderem in verschiedene Bergregionen führten, vornehmlich in die bayerischen, österreichischen und italienischen Alpen, aber auch nach Israel. Das Paar unterstützte beispielsweise die Kinder- und Jugend-Alijah durch finanzielle Zuwendungen. Eine freundschaftliche Bindung entstand durch sehr ähnliche Charaktere, Interessen und Laufbahn zu dem Tenor und Hochschullehrer Herbert Hess, ein guter kollegialer Kontakt zu dem Geiger und Hochschullehrer Alois Kottmann.

### Oberursel (Taunus)
Im Jahr 1969 zog das Paar nach Oberursel (Taunus) in die Aumühlenstraße 10, nur wenige Kilometer von Königstein entfernt, ebenfalls nahe der Stadt Frankfurt am Main. Aus Altersgründen betreute Lotte hier keine Kinder mehr, dennoch frequentierten den Haushalt über längere Zeiträume verschiedene Kinder, teils auch anlässlich von Urlaubsaufenthalten und Städtereisen, z. B. nach Hindelang im Allgäu und in das Kleinwalsertal (Vorarlberg) in Österreich oder nach Pforzheim und Idar-Oberstein. Ihr Ehemann empfing in der großen gemeinsamen Wohnung regelmäßig Opernsängerinnen zur Stimmbildung, die diese zur technischen Vorbereitung auf ihre Auftritte wahrnehmen, so dass Lotte unter anderen Agnes Baltsa und Ileana Cotrubaș kennenlernte. Zu den Damen und ihren Partnern, so auch zu dem Dirigenten Manfred Ramin, entwickelte sich eine freundschaftliche Beziehung. Im Jahr 1977 entstanden auf Anregung des Ehemanns Herbert autobiographische Tonbandaufzeichnungen, welche die Aktenlage ergänzen. Am 19. September desselben Jahres verstarb Lotte Champain-Landé im Alter von 87 Jahren an Darmkrebs. Sie wurde auf dem Oberurseler Hauptfriedhof beigesetzt. Ihr Ehemann verstarb am 14. März 1992 im Alter von 84 Jahren.

## Engagements in Vereinen und Verbänden
Charlotte Landé war kurzzeitig Mitglied der SPD Breslau (1920–1921), im Verein Sozialistischer Ärztinnen (VSÄ) aktiv sowie von 1928 bis 1930 im Bundesvorstand des Bundes Deutscher Ärztinnen (BDÄ) und Vorsitzende von dessen Ortsgruppe Frankfurt am Main. Sie verlor diese Funktion durch den Ausschluss „nicht-arischer“ (NS-Diktion) Mitglieder im Sommer 1933.

## Publikationen (Auswahl)
- Über die Palpabilität der Arterien. München, Diss. Med. v. 1914
- Zur Kasuistik und Therapie der Rumination im Säuglingsalter (Mschr. Kinderhk. 14 (1916).S.??. Nach: Münchner Medizinische Wochenschrift 64 (1917), S. 452)
- Klinische Betrachtungen über Erscheinung und Nachwirkung einer schweren Masernepidemie in Göttingen (Mschr. Kinderhk. 14 (1916) S.??, Nr. 2. Nach: Münch. Med. Wschr. 64 (1917), S. 182)
- Die primäre Nasendiphterie im Säuglings- und Kindesalter (Jahrb. Kinderhk., Bd. 36, H. 1.S.??. Nach: Münch. Med. Wschr. 64 (1917), S. 1434)
- Die Diagnose der primären Nasendiphterie und der Hautdiphterie im Säuglings- und Kindesalter (Berl. Klin Wschr., Nr. 51, 1917. Nach: Münch. Med. Wschr. 65 (1918), S. 25)
- Dextrokardie durch blasige Missbildung der Lunge (In: Zentralbl. Gyn. 1918, Nr. 18. Nach: Münch. Med. Wschr. 65 (1918), S. 573) und: in: Zschr. f. Kinderheilkunde, Bd. 17, Orig., H. 3/4, S: 245–254, nach: Anatomischer Anzeiger Bd. 51 (1918/19), S. 9
- Entwicklung und Schicksal der im Kaiserin-Auguste-Victoria-Haus geb. Kinder. (Beiträge zur Physiologie, Pathologie u. soz. Hygiene des Kindesalters a. d. Kaiserin-Auguste-Victoria-Haus zur Bekämpfung der Säuglingssterblichkeit im Deutschen Reiche (1919). S. 1–74)
- Beitrag zur Hämatologie, Ätiologie und Therapie der Frühgeburtenanämie (Zschr. Kinderhk. 1920, Nr. 25. S. 295–336. Nach: Münch. Med. Wschr. 67 (1920), S. 852)
- Zur Aetiologie und Therapie der Dystrophie im 2.- 4. Lebensjahr (Zschr. Kinderhk., Bd. 39, H. 5. S. 495–515. Nach: Münch. Med. Wschr. 72 (1925), S. 1533)
- Zur Klinik und Diagnose d. Hautdiphterie im Kindesalter. (Ergebnisse der inneren Medizin und Kinderheilkunde 14. Jg. (19??) S. 715–746)
- Die Ätherbehandlung des Keuchhustens (Therapie der Gegenwart 65 Bd. 19?? S. 61)
- Die Bedeutung des Vitamingehaltes der Nahrung für die Ernährungs- und Entwicklungsstörungen des Kindes (Deutsche Medizinische Wochenschrift 52 (1926) 1388–1390)
- Zur Eisentherapie der Frühgeburtenanämie (Kinderkrhs.) (Zschr. Kinderhk. 1927, Bd. 42. S. 349–54. Nach: Münch. Med. Wschr. 74 (1927), S. 697)
- Infantile Dystrophia musculorum progressiva, kombiniert mit Dystrophia adiposo-genitalis. (Zschr. für Kinderheilkunde 42. Bd. (1927) S. 355–60)
- Zur Kritik der ätiologischen Überschätzung des Geburtstraumas (Zschr. Kinderhk. 1928, Bd. 44. S. 535–545. Nach: Münch. Med. Wschr. 75 (1928), S. 367)
- Die schulärztliche Betreuung psychisch und intellektuell anormaler Kinder (Ärztin 5 (1929), H. 5, S. 87–90)
- Nachruf für Anna Edinger. (Mschr. Dtsch. Ärztinnen 6(1930), S. 58–59)
- Gesundheitspolitische Forderungen für Mutter und Kind (Soz. Arzt 6 (1930), Nr. 1, S. 8–10)
- Friedrich Froebel und Montessori. (Kinderärztl. Praxis, 2. Bd. 1931, S. 495–501)
- Bericht über die II. Internationale Konferenz für soziale Arbeit in Frankfurt/M. vom 11. bis 14. Juli 1932 (Ärztin 8 (1932), H. 9, S. 204–206)
- Abbau d. Gesundheitsfürsorge und seine Gefahr für den Beruf der Fürsorgerin. (Fortschritte der Gesundheitsfürsorge 7. Bd. 1933. S. 48–51)
- Fürsorgeärztliche Betrachtungen zur Wohnungsfrage (Ärztin 7 (1941), H. 5, S. 111–115)
- Clinical Signs and Development of Survivors of Kernicterus due to RH Sensitization. (In: The Journal of Pediatrics. Vol. 32, January – June, 1948, S. 693–705)